# Konferenz von Sanremo

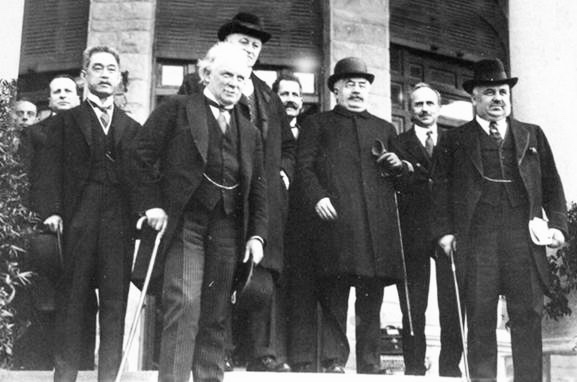
Die Delegierten der Konferenz

Die Konferenz von Sanremo fand vom 19. bis zum 26. April 1920 im italienischen Sanremo statt und diente unter anderem der Vorbereitung des Friedens von Sèvres (August 1920) mit der Türkei. Auf ihr beschloss der Oberste Rat der verbliebenen Mächte der Triple Entente (Großbritannien, Frankreich, Italien) im Rahmen der Neuaufteilung des besiegten Osmanischen Reichs verschiedene Mandate (Syrien und Libanon, Mesopotamien, Palästina).

## Hintergrund

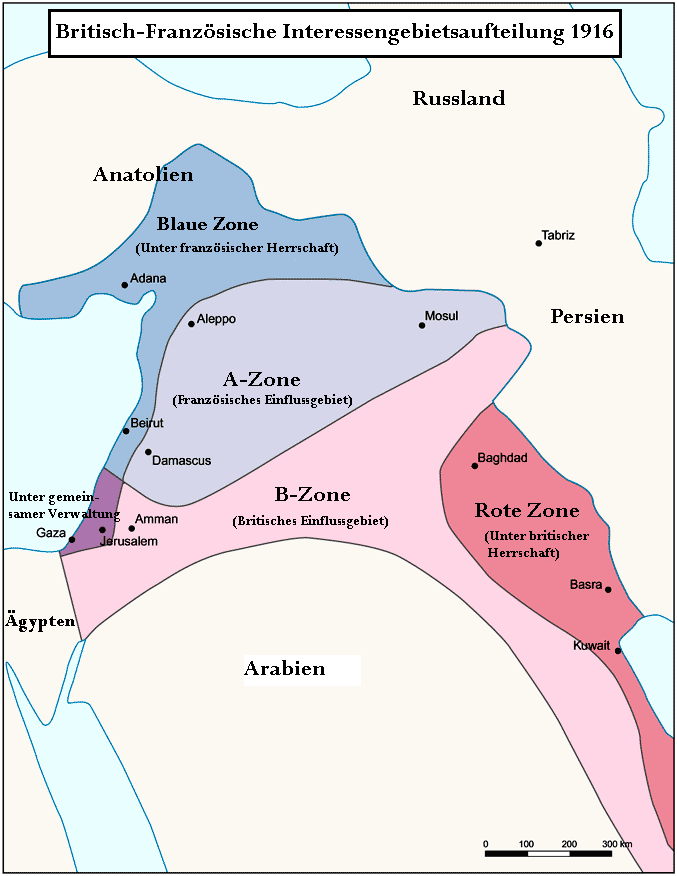
Aufteilung des Nahen Ostens in Einflusszonen im Sykes-Picot-Abkommen

Die Konferenz fand vor dem Hintergrund teils widersprüchlicher Zusagen der kriegführenden Mächte während des Ersten Weltkriegs an die Völker des Nahen Ostens statt. Hatte die Hussein-McMahon-Korrespondenz von 1915/16 der Mobilisierung der arabischen Stämme zur Revolte gegen die Osmanen gegolten, stellte die Balfour-Erklärung von 1917 zur Errichtung einer Heimstätte für das jüdische Volk eine Konzession an den politischen Zionismus dar. Zudem vertraten die handelnden Mächte Großbritannien und Frankreich ihre eigenen Interessen, die im Sykes-Picot-Abkommen, einem britisch-französischen Geheimabkommen von 1916, zum Ausdruck kamen.
In der unmittelbaren Nachkriegszeit kollidierten die Interessen des arabischen Nationalismus, der eine Beendigung des De-facto-Besatzungszustands im Nahen Osten anstrebte, mit denen der Besatzungsmächte, denen an einer Legalisierung ihrer führenden Rolle gelegen war.

## Teilnehmer
Auf der Konferenz wurden Frankreich, Großbritannien und Italien durch ihre jeweiligen Premierminister (Alexandre Millerand, David Lloyd George und Francesco Nitti) vertreten, Japan durch seinen Botschafter in Frankreich und Bevollmächtigten bei der Pariser Friedenskonferenz Matsui Keishirō. Des Weiteren wurden Vertreter Belgiens und Griechenlands bei sie betreffenden Verhandlungspunkten gehört. Die USA waren nur durch einen Beobachter vertreten. Als Vertreter des Zionismus war Chaim Weizmann angereist.
Der im März 1920 zum König von Syrien proklamierte Emir Faisal war zwar nach Europa eingeladen worden, erschien aber wegen der fehlenden Anerkennung seitens der Entente-Mächte nicht persönlich. Er wurde auf der Konferenz von Nuri as-Said vertreten.

## Inhalt der Verhandlungen
Frankreich erhielt das Völkerbundmandat für Syrien und Libanon zugesprochen, während Großbritannien Palästina (beiderseits des Jordan) und das Britische Mandat Mesopotamien (heutiger Irak) einschließlich des Gebiets von Mosul erhielt. Die genaue Grenzziehung blieb zunächst offen. Frankreich erhielt von Großbritannien das Recht auf ein Viertel der nordirakischen Erdölförderung, die durch eigene Pipelines abzutransportieren war. Das Abschlussdokument der Konferenz beauftragte die Mandatsmacht von Palästina mit der Umsetzung der Balfour-Erklärung, also der Einrichtung einer nationalen Heimstatt für das Jüdische Volk. Das später von Jordanien abgetrennte Restgebiet Palästinas hätte nach dem Sykes-Picot-Abkommen unter internationale Verwaltung gestellt werden sollen. Die Mandate gingen zunächst vom Obersten Rat der Entente aus, die Ratifizierung durch den Völkerbund erfolgte am 24. Juli 1922.
Weitere Verhandlungspunkte betrafen den bevorstehenden Friedensvertrag mit der Türkei, den Verzug bei den deutschen Reparationen und die Aufhebung der Handelssanktionen gegen Sowjetrussland.

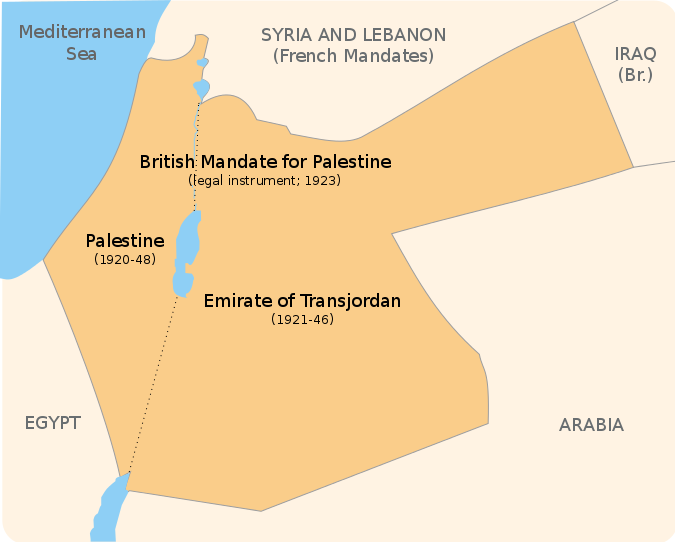
Britisches Mandat Palästina (ab 1920 bzw. 1921)
Französisches Mandat Syrien und Libanon (1922)

## Folgen
Der Wunsch der ehemaligen Verbündeten der Siegermächte des Ersten Weltkriegs nach Unabhängigkeit wurde durch das Abkommen zerschlagen.
Ein Pan-Syrischer-Kongress hatte am 8. März 1920 die Unabhängigkeit der Gebiete Syrien, Palästina, Libanon und Teilen des Nord-Irak erklärt und Faisal I. zum König ernannt. Durch die arabische Niederlage in der Schlacht von Maysalun gegen französische Truppen wurden diese Pläne nach Unabhängigkeit zunichtegemacht.